# Ehemalige Friedenskapelle Wymeer

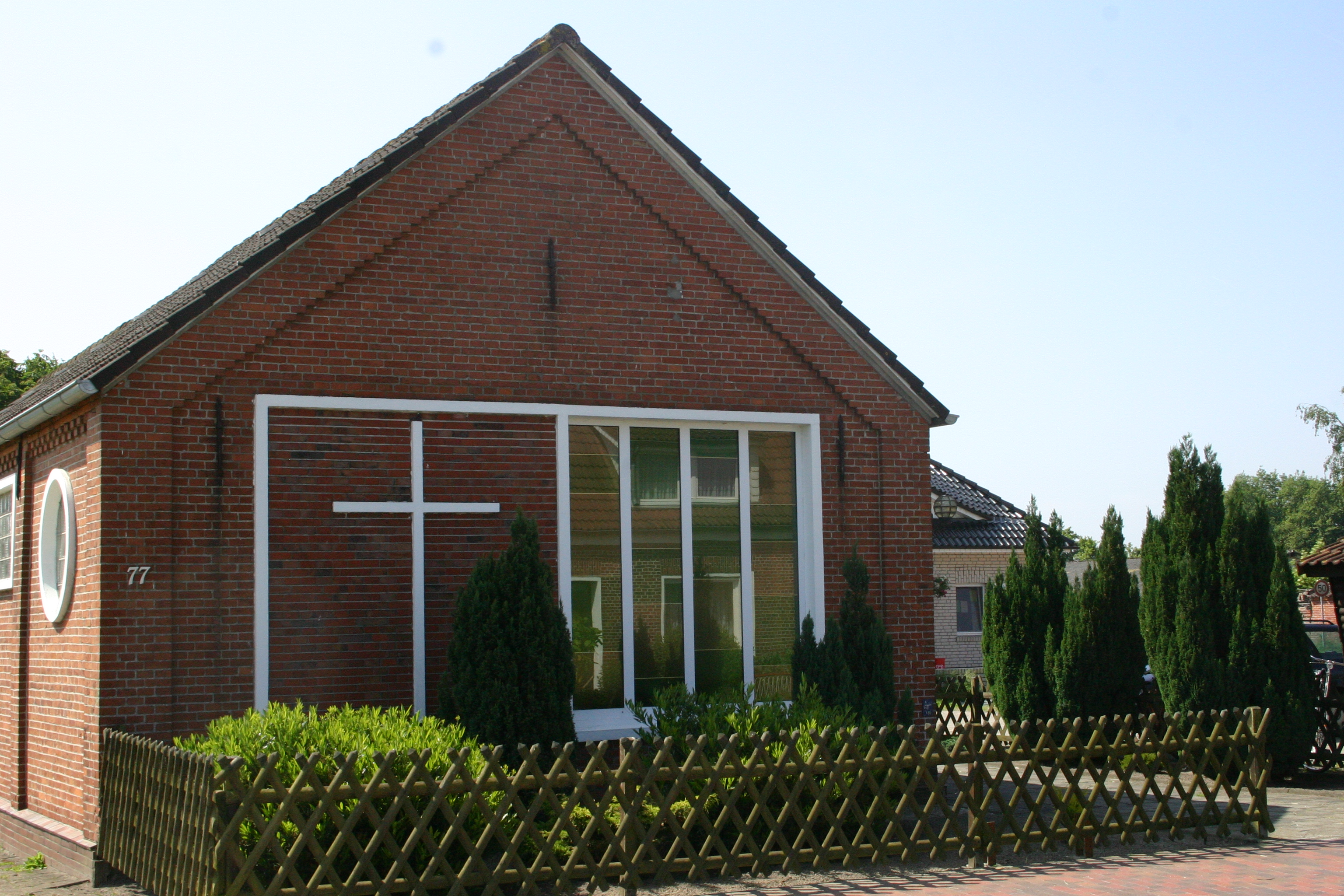
Baptistenkapelle in Wymeer (2009)

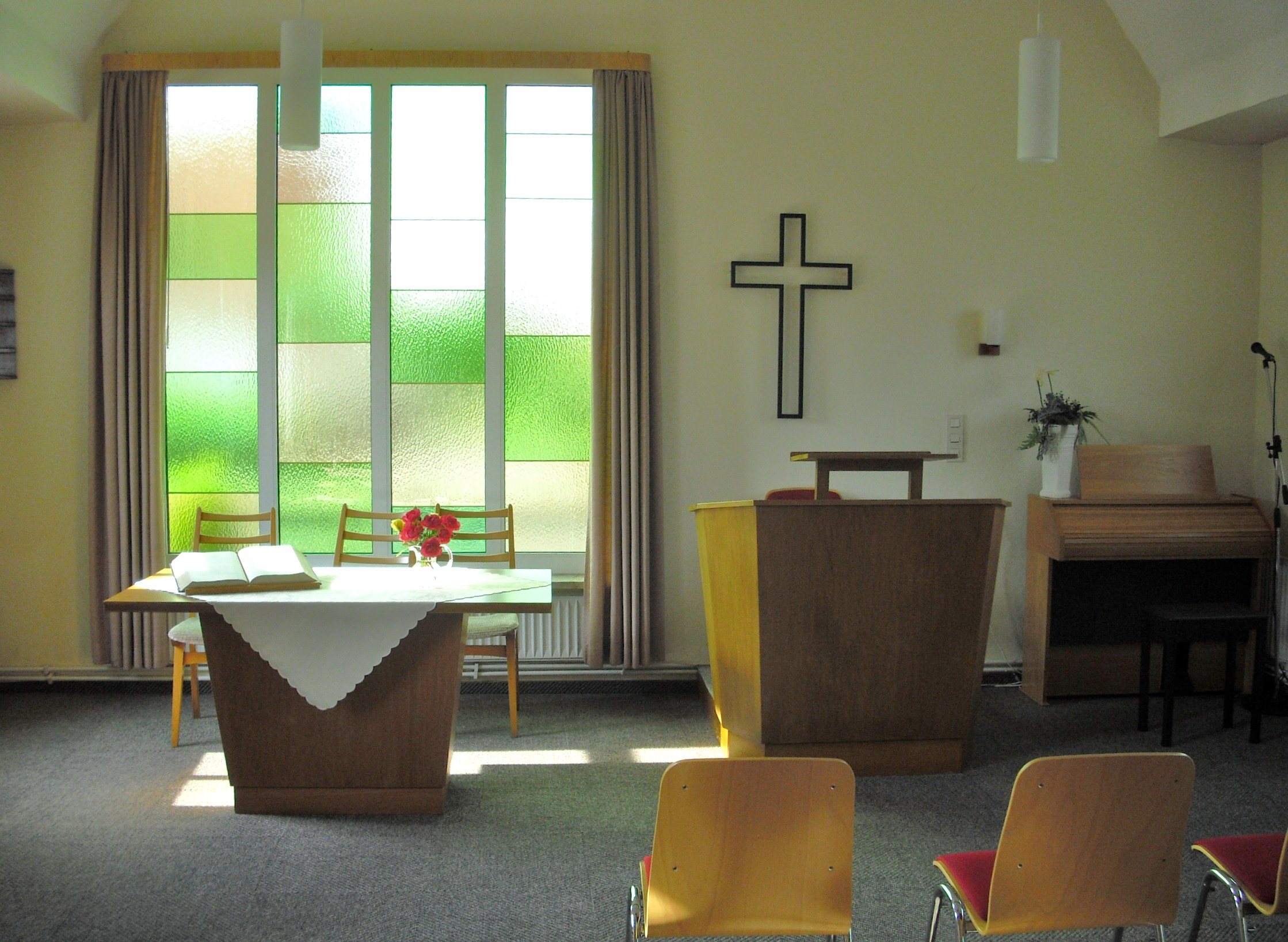
Inneres der Kirche (2011)

Die Evangelisch-Freikirchliche Friedenskapelle Wymeer (auch Baptistenkapelle genannt) war das Gotteshaus der ehemaligen Baptistengemeinde Wymeer. Sie wurde im Jahr 1900 errichtet und 2017 an einen privaten Käufer veräußert.

## Geschichte
Anfangs besuchten die Baptisten des Ortes die Gemeinde in Ihren, die als Muttergemeinde aller älteren ostfriesischen Baptistengemeinden gilt, oder die niederländische Baptistengemeinde in Vriescheloo. Die Gläubigen in Wymeer wurden zunächst als Filialgemeinde von Ihren betreut. 1876/77 zog Hinderk Wilms, der Sohn des Baptistenpredigers Harm Willms  aus Ihren, nach Wymeer und pachtete die dortige Mühle. Wilms fiel den Dorfbewohnern dadurch auf, dass er am Sonntag kein Brot verkaufte. Aus dem um Wilms entstandenen Freundeskreis, der sich zunächst im Privathaus von Johann Haken versammelte, ließen sich bis 1888 sechs Personen taufen. Zunächst leiteten Reiseprediger diese Versammlungen. 1893 wurde Wymeer als eigenständige Station gegründet und die Gottesdienste in dem heute neben der Kapelle stehenden Haus abgehalten. Die Friedenskapelle mit angebauter Predigerwohnung datiert aus dem Jahr 1900. Im Jahr 1921 wurde die Filialgemeinde selbstständig und berief einen eigenen Pastor, den sich die Gemeinde mit der Baptistengemeinde in Ditzumerverlaat teilte. Zwischen 1930 und 1964 fanden vor allem Vertretungsdienste durch Prediger der benachbarten Gemeinden statt. Danach kam es wieder zu einer Kooperation mit Ditzumerverlaat. Von 1997 bis zum 31. Oktober 2010 hatte die Gemeinde Wymeer einen eigenen Prediger und war seitdem vakant. 2016 gab die Gemeinde ihre Selbständigkeit auf. Ihre Mitglieder schlossen sich in der Mehrzahl der Baptistengemeinde Weener an. Nach Verkauf des Gebäudes im Jahr 2017 folgte der Umbau in ein Wohnhaus im Jahr 2018.

## Baubeschreibung

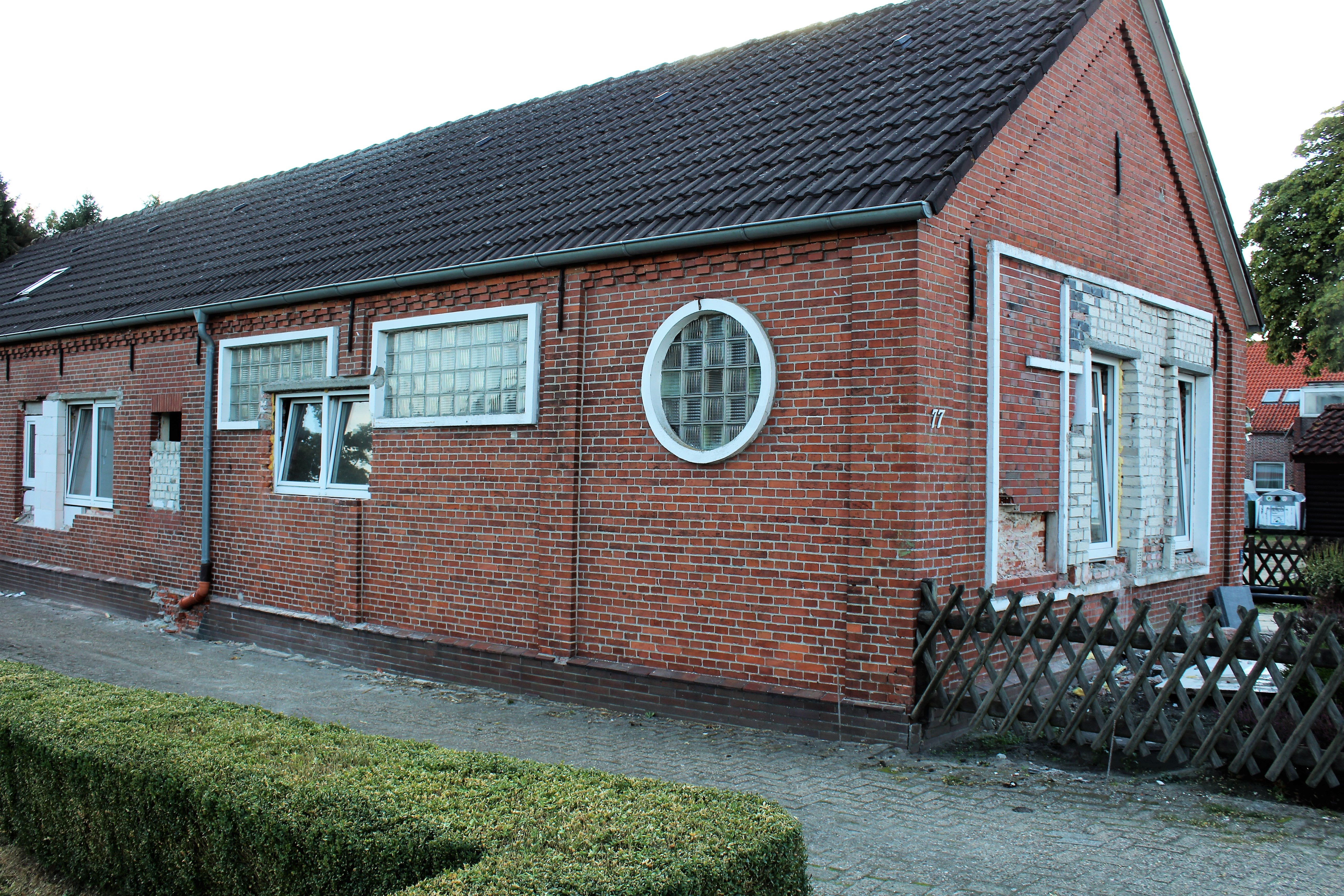
Blick von Nordosten (2018)

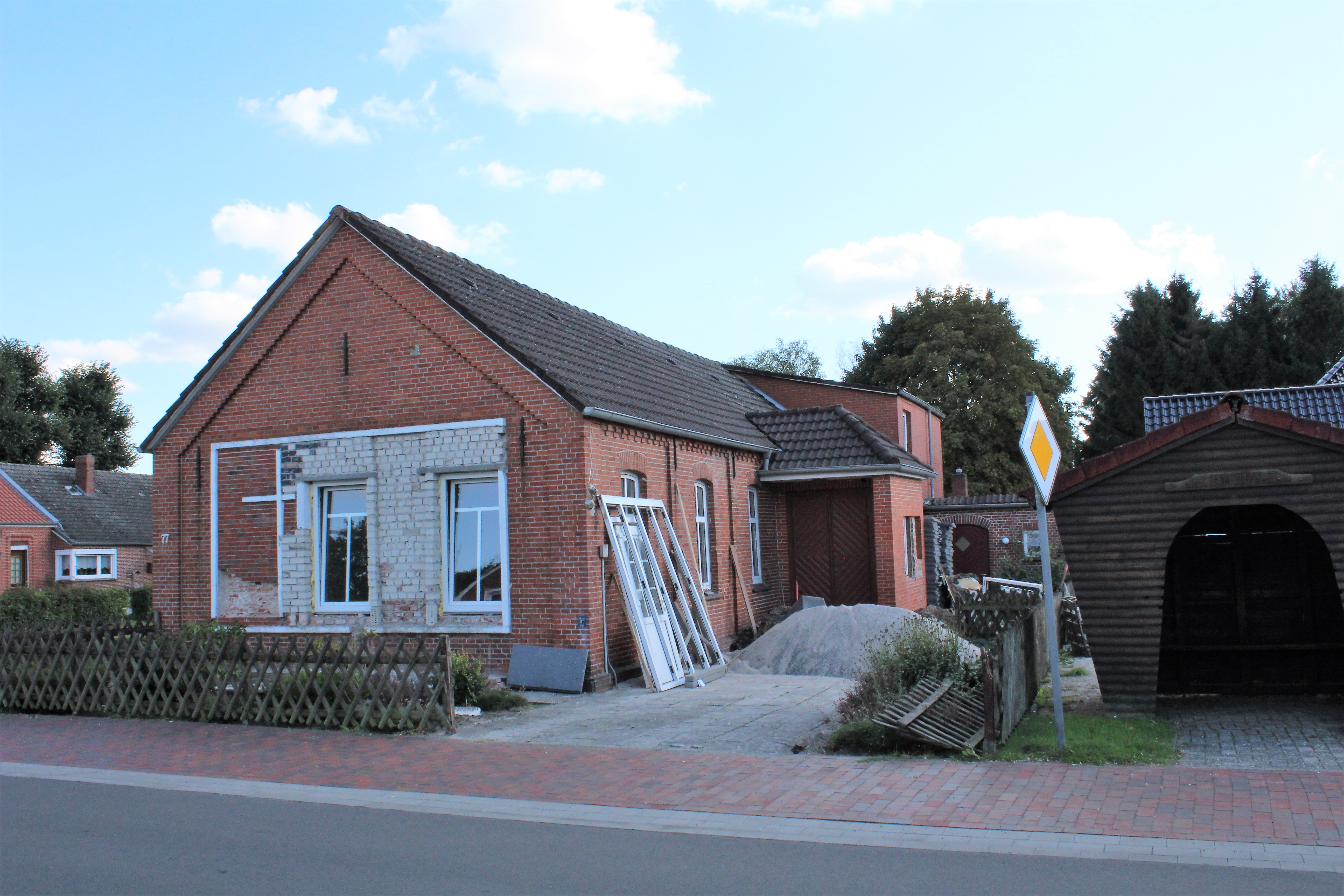
Während des Umbaus im September 2018

Der schlichte Backsteinbau mit Satteldach ist in eine Wohnsiedlung eingereiht. Die Längsseiten des Gebäudes werden durch Lisenen gegliedert und durch einen Fries abgeschlossen. Auch die Giebelseite zur Straße wird durch einen Fries betont. 1962 wurde der Versammlungsraum umgestaltet. In diesem Zug wurde eine große Fensterfront zur nördlichen Straßenseite eingebrochen und der Haupteingang an die – von der Straßenfront aus gesehen – rechte, westliche Längsseite verlegt. Gleichzeitig wurde dadurch ein kleines Foyer geschaffen, in dem sich Garderoben und der Büchertisch der Gemeinde befanden. An der nördlichen Ostseite waren ein hochsitzendes Rundfenster mit Glasbausteinen und dahinter zwei querrechteckige Fenster mit Glasbausteinen eingelassen. Links von dem großen Fenster an der Straßenseite war ein weißes Kreuz eingemauert, Fenster und Kreuz wurden von einem weißen Rechteck gerahmt.

## Liste der Pastoren
Im Laufe ihrer Geschichte wurde die Baptistengemeinde Wymeer von 14 Pastoren betreut. Die in der folgenden Liste genannten Geistlichen waren in der Regel nicht nur für Wymeer zuständig. Sie übernahmen zusätzliche Aufgaben in der Nachbarschaft, so zum Beispiel in den Baptistengemeinden Ditzumerverlaat, Weener und in verschiedenen Orten der angrenzenden Niederlande.
| Nr | Pastoren           | Zeitraum  | Anmerkungen |
| -- | ------------------ | --------- | --- |
| 01 | Hans Penner        | 1920–1925 | Penner wechselte 1925 zur Baptistengemeinde Augustfehn-Südgeorgsfehn und wanderte 1927 mit 20 ostfriesischen Baptisten in die Vereinigten Staaten aus.                                  |
| 02 | Hermann Gebauer    | 1925–1930 | |
| 03 | Karl Rausche       | 1930–1943 | |
| 04 | Ulrich Brouwer     | 1944–1947 | |
| 05 | Johannes Schwitzke | 1947–1950 | |
| 06 | Paul Kerstan       | 1950–1954 | Kerstan wechselte zur Baptistengemeinde Bad Pyrmont (Zweig der Baptistengemeinde Hameln).                                                                                               |
| 07 | Hermann Gebauer    | 1955–1962 | |
|    | Vakanz             | 1962–1964 | |
| 08 | Erhard Handelmann  | 1964–1968 | Handelmann wechselte zur Baptistengemeinde Schwenningen. |
| 09 | Bernd Stuut        | 1969–1974 | |
| 10 | Klaus-Jürgen Meyer | 1974–1979 | Meyer war gleichzeitig Pastor der Baptistengemeinde Ditzumerverlaat. |
| 11 | Wolfgang Hagen     | 1979–1985 | Hagen war gleichzeitig Pastor der Baptistengemeinde Ditzumerverlaat. |
|    | Vakanz             | 1985–1987 | |
| 12 | Ralf Vogel         | 1987–1992 | Vogel war gleichzeitig Jugendpastor der Baptistengemeinde Weener. |
|    | Vakanz             | 1992–1996 | |
| 13 | Ulrich Haß         | 1996–2010 | Haß versah als Ruhestandspastor den Gemeindedienst. |
| 14 | Gunter Johns       | 2010–2017 | Johns, verstorben im Dezember 2017, war Ruhestandspastor in der Baptistengemeinde Ditzumerverlaat, betreute aber nebenher die verbliebenen Mitglieder der Wymeerster Baptistengemeinde. |